# Динарска волухарица
Динарска волухарица (лат. Dinaromys bogdanovi) је ендемореликтна врста волухарице. Једини је живи представник трибуса Pliomyini, који обухвата изумрле сроднике ове волухарице. Динарска волухарица, услед географске изолованости популација, дели се на осам подврста.

## Распрострањење
Ареал динарске волухарице простире се по Динарским планинама у Хрватској, Босни и Херцеговини, Црној Гори и Србији. Њено присуство могуће је и по Скардско-пиндским планинама у Метохији, Македонији, Албанији и Грчкој.

## Станиште
Станиште динарске волухарице су планинске камените ливаде изнад горње шумске границе у крашким пределима.

## Начин живота
Годишњи број окота је просечно 1-2.

## Угроженост
Динарска волухарица се сматра рањивом у погледу угрожености врсте од изумирања.